# Cicileiurus monticola
Genre
Espèce
Cicileiurus monticola, unique représentant du genre Cicileiurus, est une espèce de scorpions de la famille des Buthidae.

## Distribution
Cette espèce est endémique du Maroc. Elle se rencontre entre Talemdout et Toufrine vers 2 000 m d'altitude dans le Haut Atlas.

## Description
La femelle holotype mesure 45,9 mm.

## Publication originale
- Teruel, 2007 : « A new genus and species of Buthidae (Scorpiones) from the high mountains of Morocco, north-western Africa. » Boletin de la Sociedad Entomologica Aragonesa, no 40, p. 143-147 (texte intégral).